# Cratojoppa nigritarsis
Cratojoppa nigritarsis là một loài tò vò trong họ Ichneumonidae.